# Celleporina spatula
Celleporina spatula är en mossdjursart som först beskrevs av William MacGillivray 1887.  Celleporina spatula ingår i släktet Celleporina och familjen Celleporidae. Inga underarter finns listade i Catalogue of Life.